# Adolf Momot
Adolf Momot (ur. 22 sierpnia 1931 w Hamerni, zm. 6 kwietnia 2005 w Szczecinie) – polski poeta i prozaik.

## Życiorys
W czasie okupacji służył w Armii Krajowej. Po wojnie był represjonowany i więziony przez władze komunistyczne do 1950 roku. Od 1952 roku mieszkał w Szczecinie.
Ukończył filologię polską w Wyższej Szkole Nauczycielskiej, studiował na UAM.
W 1959 roku debiutował jako poeta na łamach prasy literackiej. Otrzymał nagrodę im. Stanisława Piętaka za powieść Tyle słońca w 1967 roku.
Został pochowany na cmentarzu Centralnym w Szczecinie.

## Twórczość
- Twarze (1964)
- Korzenie (1965)
- Tyle słońca (1966)
- Miodowy miesiąc (1968)
- Wyjść z cienia drzewa (1969)
- Mrowisko (1971)
- Sędzia główny (1979)
- Zabieg (Wydawnictwo Pojezierze, Olsztyn 1981)
- Nie lubię białych skwarków (1983)